# Moe Mantha, Sr.
Maurice William Mantha, Sr. dit Moe Mantha, Sr. (né le 13 décembre 1933 à North Bay dans la province de l'Ontario au Canada et mort le 19 septembre 2015 à Nipissing Ouest en Ontario) est un joueur de hockey sur glace et entraîneur évoluant à la position de défenseur. Il fut également député pour le Parti progressiste-conservateur du Canada.

## Carrière
Après un passage au niveau junior avec les Black Hawks de Galt de l'Association de hockey de l'Ontario et les Frontenacs de Québec de la Ligue de hockey junior du Québec, Moe Mantha devient joueur professionnel en 1954 alors qu'il rejoint les Mohawks de Cincinnati de la Ligue internationale de hockey. Il remporte avec ces derniers la Coupe Turner remise à l'équipe victorieuse des séries éliminatoires à ces deux premières saisons dans la ligue.
En 1957, après avoir disputé une saison supplémentaire à Cincinnati, il se joint aux Royaux de Montréal qui évoluent alors dans la Ligue de hockey du Québec. Le défenseur reste avec ceux-ci lors de leur transfert vers la Eastern Professional Hockey League avant de rejoindre les Barons de Cleveland et la Ligue américaine de hockey en 1960.
Il dispute par la suite cinq saisons dans la Western Hockey League avant de revenir à la LAH, cette fois chez les Reds de Providence. Mantha prend part à la saison 1969-1970 avec la formation des Checkers de Columbus de la LIH où il agît en tant que joueur et entraîneur du club. L'équipe est exclu des séries éliminatoires et Mantha se retire alors de la compétition. Il revient au hockey à l'occasion d'une saison en 1971 où il tient le rôle d'entraîneur-chef pour les Trappers de North Bay, club évoluant dans l'Association de hockey junior du nord de l'Ontario.

## Statistiques
| Saison     | Équipe                   | Ligue      |     | Saison régulière | Saison régulière | Saison régulière | Saison régulière | Saison régulière |   | Séries éliminatoires | Séries éliminatoires | Séries éliminatoires | Séries éliminatoires | Séries éliminatoires |
| Saison     | Équipe                   | Ligue      | PJ  | B                | A                | Pts              | Pun              | PJ               | B | A                    | Pts                  | Pun                  |                      |                      |
| 1952-1953  | Black Hawks de Galt      | AHO        | 54  | 9                | 10               | 19               | 78               | 11               | 0 | 4                    | 4                    | 15                   |                      |                      |
| 1953-1954  | Black Hawks de Galt      | AHO        | 13  | 1                | 2                | 3                | 14               |                  |   |                      |                      |                      |                      |                      |
| 1953-1954  | Frontenacs de Québec     | LHJQ       | 42  | 6                | 19               | 25               | 137              | 3                | 1 | 0                    | 1                    | 10                   |                      |                      |
| 1954-1955  | Mohawks de Cincinnati    | LIH        | 60  | 10               | 22               | 32               | 88               | 10               | 2 | 2                    | 4                    | 18                   |                      |                      |
| 1955-1956  | Mohawks de Cincinnati    | LIH        | 60  | 12               | 29               | 41               | 104              | 8                | 0 | 1                    | 1                    | 2                    |                      |                      |
| 1956-1957  | Mohawks de Cincinnati    | LIH        | 54  | 6                | 19               | 25               | 59               | 7                | 4 | 2                    | 6                    | 8                    |                      |                      |
| 1956-1957  | Canadiens de Hull-Ottawa | LHQ        | 2   | 0                | 0                | 0                | 2                |                  |   |                      |                      |                      |                      |                      |
| 1957-1958  | Royaux de Montréal       | LHQ        | 53  | 3                | 18               | 21               | 90               | 6                | 0 | 2                    | 2                    | 4                    |                      |                      |
| 1958-1959  | Royaux de Montréal       | LHQ        | 61  | 12               | 32               | 44               | 80               | 8                | 1 | 4                    | 5                    | 15                   |                      |                      |
| 1959-1960  | Royaux de Montréal       | EPHL       | 57  | 10               | 29               | 39               | 69               | 14               | 1 | 5                    | 6                    | 4                    |                      |                      |
| 1960-1961  | Barons de Cleveland      | LAH        | 72  | 7                | 20               | 27               | 88               | 4                | 0 | 1                    | 1                    | 9                    |                      |                      |
| 1961-1962  | As de Québec             | LAH        | 52  | 7                | 16               | 23               | 56               |                  |   |                      |                      |                      |                      |                      |
| 1962-1963  | Seals de San Francisco   | WHL        | 66  | 19               | 30               | 49               | 58               | 16               | 7 | 5                    | 12                   | 28                   |                      |                      |
| 1963-1964  | Seals de San Francisco   | WHL        | 70  | 13               | 32               | 45               | 59               | 11               | 3 | 9                    | 12                   | 12                   |                      |                      |
| 1964-1965  | Totems de Seattle        | WHL        | 57  | 7                | 19               | 26               | 50               | 7                | 1 | 2                    | 3                    | 10                   |                      |                      |
| 1965-1966  | Canucks de Vancouver     | WHL        | 43  | 1                | 8                | 9                | 28               |                  |   |                      |                      |                      |                      |                      |
| 1966-1967  | Seals de la Californie   | WHL        | 68  | 8                | 24               | 32               | 43               | 3                | 0 | 0                    | 0                    | 0                    |                      |                      |
| 1967-1968  | Reds de Providence       | LAH        | 70  | 8                | 27               | 35               | 56               | 7                | 2 | 1                    | 3                    | 8                    |                      |                      |
| 1968-1969  | Reds de Providence       | LAH        | 74  | 4                | 18               | 22               | 42               | 9                | 0 | 8                    | 8                    | 12                   |                      |                      |
| 1969-1970  | Checkers de Columbus     | LIH        | 55  | 12               | 33               | 45               | 93               |                  |   |                      |                      |                      |                      |                      |
| Totaux LAH | Totaux LAH               | Totaux LAH | 268 | 26               | 81               | 107              | 242              | 20               | 2 | 10                   | 12                   | 29                   |                      |                      |
| Totaux LIH | Totaux LIH               | Totaux LIH | 229 | 40               | 103              | 143              | 344              | 25               | 6 | 5                    | 11                   | 28                   |                      |                      |
| Totaux WHL | Totaux WHL               | Totaux WHL | 304 | 48               | 113              | 161              | 238              | 37               | 9 | 18                   | 27                   | 50                   |                      |                      |

### Statistiques d'entraîneur
| Saison    | Équipe                | Ligue |    | PJ | V  | D  | N               |  | Séries éliminatoires |
| 1968-1969 | Reds de Providence    | LAH   | 72 | 24 | 36 | 12 | Hors des séries |  |                      |
| 1971-1972 | Trappers de North Bay | AHJNO | 50 | 14 | 31 | 5  | --              |  |                      |

## Honneurs et trophées
- Ligue internationale de hockey
  - Vainqueur de la Coupe Turner avec les Mohawks de Cincinnati en 1955 et 1956.
  - Nommé dans la première équipe d'étoiles de la ligue en 1957.
- Ligue de hockey du Québec
  - Nommé dans la deuxième équipe d'étoiles de la ligue en 1959.
- Eastern Professional Hockey League
  - Nommé dans la première équipe d'étoiles  de la ligue en 1960.
- Western Hockey League
  - Nommé dans la deuxième équipe d'étoiles de la ligue en 1963.

## Parenté dans le sport
Son fils, Moe Mantha Jr., disputa plus de six cents rencontres dans la Ligue nationale de hockey et est devenu par la suite entraîneur-chef au niveau professionnel. Il est également le grand-père de Bobby et Ryan Mantha, tous deux hockeyeurs.

## Carrière en politique
Il se présente à l'Élection fédérale canadienne de 1984 en tant que candidat pour le Parti progressiste-conservateur du Canada dirigé alors par Brian Mulroney. Il se fait élire dans la circonscription de Nipissing en défaisant le candidat libéral Bob Wood. Il reste en poste pour un mandat de quatre années avant de perdre son siège au cours des élections de 1988 face à ce même Wood. Mantha se porte encore une fois candidat en vue des élections de 1993 mais s'incline devant le libéral Wood à nouveau.